# Ilse Rewald
Ilse Rewald, geb. Basch (* 22. März 1918 in Berlin; † 15. Dezember 2005 ebenda), war eine Überlebende der Judenverfolgung während der Zeit des Nationalsozialismus in Deutschland. Sie wirkte bis zu ihrem Tod als Zeitzeugin der NS-Zeit und engagierte sich in zahlreichen Berliner Schulen und Universitäten, wo sie Vorträge über ihre Erlebnisse während der Nazidiktatur hielt. Für ihr Engagement wurde sie mit dem Bundesverdienstkreuz und dem Verdienstorden des Landes Berlin (2005) ausgezeichnet.

## Leben
Ilse Rewald wurde als Tochter jüdischer Eltern geboren. Ihr Vater, Kriegsfreiwilliger im Ersten Weltkrieg, war Veterinärmediziner. 1938 heiratete sie den Innenarchitekten Werner Rewald, der wie sie jüdischer Herkunft war. Im Jahr 1943 erhielten die beiden Deportationsbefehle, denen sie sich jedoch nicht fügten. Stattdessen nahmen sie andere Identitäten an und konnten so, als sogenannte „U-Boote“, mit Hilfe zahlreicher nichtjüdischer Berliner bis zum Kriegsende überleben. Von besonderer Wichtigkeit waren dabei der Berliner Bratschist und Komponist Hanning Schröder und der Eisenbahner Fritz Wolzenburg.
Die Erfahrung, durch die Hilfsbereitschaft vieler anderer Menschen überlebt zu haben, war ein wesentlicher Beweggrund für Ilse Rewald und ihren Mann, niemals ihrer Heimatstadt den Rücken zu kehren. Nach 1945 lebten beide in Berlin-Zehlendorf.